# Graptodytes veterator
Graptodytes veterator är en skalbaggsart som först beskrevs av Zimmermann 1918.  Graptodytes veterator ingår i släktet Graptodytes och familjen dykare.

## Underarter
Arten delas in i följande underarter:
- G. v. veterator
- G. v. behningi